# Walter Pozzebon
Walter Pozzebon (Treviso, 12 giugno 1979) è un ex rugbista a 15 e allenatore di rugby a 15 italiano, in carriera attivo nel ruolo di tre quarti centro e 22 volte internazionale per l'Italia.

## Palmarès
- Campionati italiani: 7
Benetton: 2000-01, 2002-03, 2003-04, 2005-06
- Coppe Italia: 3
Benetton Treviso: 2004-05